# Silvia Tro Santafé
Silvia Tro Santafé (Valencia, 1970) è un mezzosoprano di coloratura spagnola con cittadinanza britannica; all'inizio della sua carriera era nota soprattutto per le sue interpretazioni di Händel; è diventata famosa per le sue interpretazioni di Rossini, Bellini, Donizetti e, ultimamente, di Verdi.

## Primi anni e formazione
Nata a Valencia nel 1970, Tro Santafé si è diplomata al Conservatorio Superior de Música Joaquín Rodrigo nel 1992. Ha vinto il primo premio per "Voce" al Concorso Internazionale Jeneusse Musicales nel 1989, e ha proseguito gli studi presso la Juilliard School di New York nel 1992-93, vincendo l'Opera Index Prize nel 1992. Tro Santafé ha proseguito i suoi studi nel biennio successivo con Carlo Bergonzi all'Accademia Musicale Chigiana, ottenendo una borsa di studio da La Scala Amici de Loggione per studiare con Magda Olivero. Ha conseguito un Master in Politica e gestione delle arti presso l'Università di Londra Birkbeck College dal 2015.

## Carriera

### 1992–2002
Dopo aver studiato all'Accademia Rossiniana "Alberto Zedda" di Pesaro nell'estate del 1991, Tro Santafé ha debuttato a livello internazionale a 21 anni al Rossini Opera Festival nella stagione 1992 con il ruolo di Lucilla ne La scala di seta di Rossini diretta da Maurizio Benini, apparendo al fianco di Plácido Domingo durante il concerto di Gala de Reyes trasmesso in televisione per TVE nel 1994. Nel 1995 ha debuttato nel ruolo principale de La Cenerentola di Rossini ala Edmonton Opera (Alberta, Canada), seguito subito dal suo debutto nel ruolo di Cherubino ne Le nozze di Figaro di Mozart alla Santa Fe Opera negli Stati Uniti, prima di cantare Zerlina nel Don Giovanni di Mozart al Teatro Verdi di Sassari (Italia) nello stesso anno. Durante la stagione 1996-1997 Tro Santafé è tornata in Canada per La Cenerentola alla Manitoba Opera (Winnipeg) e ha cantato al Festival Internacional de Música y Danza de Granada nel ruolo di Caleo dell'Atlantida di Manuel de Falla prodotto da La Fura dels Baus. Ha anche fatto il suo debutto nel Regno Unito apparendo in Così fan tutte (Despina) di Mozart alla Garsington Opera. La stagione 1997-98 ha visto il suo debutto operistico in patria durante la stagione di riapertura del Teatro Real di Madrid ne La piccola volpe astuta e durante l'estate del 1999 è tornata alla Garsington Opera per il ruolo della protagonista, Isabella, ne L'italiana in Algeri di Rossini. È tornata in Italia nel corso dell'anno per La Cenerentola di Rossini con i Teatri Lombardi e per il suo debutto nel Werther (Charlotte) di Massenet al Teatro Sociale di Como e al Teatro Verdi di Pisa. Ha poi debuttato alla De Nationale Opera di Amsterdam in una nuova produzione di Andreas Homoki della Carmen (Mercedes) di Bizet diretta da Edo de Waart.
I momenti salienti della stagione 2000-2001 includono il suo Opéra national de Paris in Ariodante di Händel diretto da Marc Minkowski, messo in scena da Jorge Lavelli, che fu poi portato al Festival di Salisburgo e alla Semperoper di Dresda. A questo seguì Giulio Cesare (Tolomeo) di Händel alla De Nationale Opera in una nuova produzione messa in scena da Ursel e Karl-Ernst Herrmann. Nello stesso anno debuttò nel ruolo de Il barbiere di Siviglia (Rosina) di Rossini al Teatro Comunale di Bologna. La stagione 2001 - 2002 ha visto la carriera di Tro Santafé raggiungere nuove vette con il suo debutto alla Staatsoper Unter den Linden di Berlino, ne Il mondo della luna (Lisetta) di Haydn, una nuova produzione diretta da René Jacobs, messa in scena da Caroline Gruber e presentata anche all'Innsbrucker Festwoche der Alten Music. Ha fatto il suo debutto nel teatro e nel ruolo del suo debutto al fianco di Ruggero Raimondi al Teatro dell'Opera di Roma in una nuova produzione de I racconti di Hoffmann (Nicklausse) per la regia di Giancarlo del Monaco. Quella stagione Tro Santafé tornò al Rossini Opera Festival di Pesaro per una nuova produzione de L'equivoco stravagante di Rossini nel ruolo principale di Ernestina, una nuova produzione diretta da Emilio Sagi e diretta da Donato Renzetti.

### 2002–2012
Durante la stagione 2002-2003 Tro Santafé ha cantato Rosina al Théâtre du Capitole de Toulouse ne Il barbiere di Siviglia di Rossini, seguito dal suo debutto alla Wiener Staatsoper interpretando anche Rosina al fianco di Juan Diego Flórez, ruolo che poi continuò a cantare in più spettacoli di qualsiasi altro artista di quel teatro. Seguirono importanti debutti da protagonista, tra cui il ruolo principale in Rinaldo di Händel nella Staatsoper Unter den Linden a Berlino con René Jacobs in una nuova produzione di Nigel Lowery ed anche una nuova produzione del Giulio Cesare (Tolomeo) di Händel al Teatro Comunale di Bologna messo in scena da Luca Ronconi. In quella stagione Tro Santafé tornò anche alla Staatsoper Unter den Linden per cantare Rosina e al Rossini Opera Festival per un recital di Belcanto accompagnata al pianoforte da Julian Reynolds al Teatro Rossini di Pesaro.
Nella stagione 2003-2004 Tro Santafé debuttò al Théâtre des Champs-Élysées di Parigi in una nuova produzione di Serse (Bradamante) di Händel insieme ad Anne Sofie von Otter, messa in scena da Gilbert Deflo e diretta da Willian Christie, che fu incisa. Ha anche debuttato nel ruolo di protagonista al Gran Teatre del Liceu di Barcellona nella produzione di Jorge Lavelli de L'Enfant et les sortilèges di Ravel, seguito dal ruolo di protagonista de L'Eliogabalo di Cavalli al Théâtre Royal de la Monnaie di Bruxelles, diretta da René Jacobs. Tro Santafé ha poi debuttato all'Oper Frankfurt con Il viaggio a Reims di Rossini (Contessa Melibea) e alla Deutsche Oper Berlin ne L'equivoco stravagante (Ernestina) di Rossini diretta da Alberto Zedda. A seguire, al Teatro Piccinni di Bari, cantò il ruolo principale nell'Orfeo ed Euridice di Gluck.
Nella stagione 2004 – 2005, Tro Santafé debuttò al Teatro La Fenice di Venezia ne La finta semplice (Giacinta) di Mozart. Tornò anche alla Staatsoper Unter den Linden di Berlino per una nuova produzione de L'italiana in Algeri (Isabella) di Rossini, messa in scena da Nigel Lowery ed alla Wiener Staatsoper ancora per interpretare di Rosina. Debuttò all'Opernhaus Zürich nel ruolo di Angelina ne La Cenerentola di Rossini e alla De Nationale Opera di Amsterdam per cantare Alcina (Ruggiero) di Händel diretta da Christophe Rousset. È apparsa al Théâtre du Châtelet di Parigi per un concerto della stessa opera. Ha anche cantato Alcina (Ruggiero) all'Ópera de Oviedo nelle Asturie (Spagna) e ha debuttato ne La donna del lago (Malcolm) di Rossini al Teatro Nacional de São Carlos di Lisbona al fianco di Rockwell Blake. La stagione si è conclusa con altre esibizioni all'Innsbruck Festwochen dell'Eliogabalo di Cavalli.
La stagione 2005-2006 ha visto Tro Santafé cantare di nuovo Rosina alla De Nationale Opera di Amsterdam e al Grand Théâtre de Luxembourg nella produzione di Dario Fo diretta da Julian Reynolds. È tornata alla Wiener Staatsoper e al Teatro dell'Opera di Zurigo per altre Rosine e ha cantato il ruolo principale nell'Ariodante di Händel a Barcellona al Gran Teatre del Liceu.
Nel 2006 – 2007 ha debuttato all'Opera di Stato della Baviera con La Cenerentola di Rossini e all'Opera di Stato di Amburgo, seguito da Norma (Adalgisa) di Bellini con Edita Gruberová nel ruolo della protagonista prima di tornare alla Wiener Staatsoper e al Teatro dell'Opera di Zurigo per più spettacoli di Rosina. Ha debuttato anche al Theater an der Wien per una nuova produzione messa in scena de La finta semplice (Giacinta) di Mozart curata da Laurent Pelly. Tro Santafé è stata invitata per la prima volta a cantare nella sua città natale al Palau de les Arts Reina Sofía recentemente inaugurato per un recital durante il ciclo di voci valenciane. In quella stagione tornò al Teatro dell'Opera di Zurigo per il suo debutto in casa dell'Italiana di Rossini insieme alle rappresentazioni de La Cenerentola e tornò alla Wiener Staatsoper per ulteriori esibizioni di Rosina e all'Opera di Amburgo, interpretando Adalgisa in Norma con gli Philharmoniker Hamburg diretti da Stefan Anton Reck.
La stagione 2007 – 2008 iniziò alla Wiener Staatsoper ne Il Barbiere, seguita da una nuova produzione de La Cenerentola al Grand Teatre del Liceu di Barcellona, messa in scena da Joan Font. Successivamente è apparsa anche alla Staatsoper Unter den Linden di Berlino come Rosina e si è unita a Edita Gruberova ai Berliner Philharmoniker in una versione da concerto della Norma (Adalgisa) di Bellini. Una serie di spettacoli comprendeva L'Italiana alla Semperoper di Dresda, Il barbiere di Siviglia (Rosina) alla Opera di Amburgo, alla Wiener Staatsoper in La Cenerentola e L'italiana all'Opera di Zurigo. Tro Santafé è tornata al Palau de les Arts Reina Sofia di Valencia per Orlando (Medoro) di Händel in un nuovo allestimento di Francisco Negrin. La stagione 2008-2009 ha visto Tro Santafé apparire in una nuova produzione de La Cenerentola al Théâtre Royal de la Monnaie messa in scena da Joan Font, diretta da Mark Minkowski, al fianco di Javier Camarena. È tornata alla Wiener Staatsoper e poi all'Ópera de Oviedo come Rosina in una nuova produzione messa in scena da Mariame Clément.
In 2009 Signum Classics released Spanish Heroines, her first solo album of arias from operas conducted by Julian Reynolds with Orquesta Sinfónica de Navarra. She also returned for a recital at her hometown concert hall Palau de la Música de València, before returning to the Teatro Comunale di Bologna for a new production of Rossini’s La Gazza ladra (Pippo) staged by Damiano Michieletto, conducted by Michele Mariotti. That was followed by her L’Italiana in Algeri debut in the Wiener Staatsoper (Isabella) in the classic Jean-Pierre Ponnelle production again with Juan Diego Flórez and Ferruccio Furlanetto. The same year Tro Santafé also appeared in La Cenerentola at the Semperoper Dresden, performed at the Klangvocal Festival in Dortmund with a role debut of Giovanna Seymour in Donizetti’s Anna Bolena opposite Mariella Devia, and returned to Hamburg Staatsoper for Rossini’s Il barbiere di Siviglia.
Durante la stagione 2009 – 2010 Tro Santafé ha debuttato in teatri importanti tra cui la Washington National Opera nel suo ruolo caratteristico di Rosina, con Lawrence Brownlee diretto da Michele Mariotti. Dopo il suo debutto con successo a Washington, è andata a Madrid per il suo debutto da protagonista al Teatro Real con Italiana in Algeri diretta da Jesús López Cobos e ha terminato il 2009 con Italiana all'Associación Amics de s'ópera de Maò a Minorca. Signum Classics ha anche pubblicato il suo secondo album da solista Rossini Mezzo.  Il 2010 ha visto il suo ritorno al Teatro dell'Opera di Zurigo per le rappresentazioni de La Cenerentola, alla Semperoper Dresda e alla Opera di Stato della Baviera per Rosina e una Norma (Adalgisa) in forma di concerto a Duisburg con Edita Gruberova che seguìo il suo successo a Berlino due anni prima. Hanno eseguito nuovamente Norma insieme al Théâtre Royal de la Monnaie di Bruxelles diretti da Julian Reynolds. Tro Santafé è poi rimasta a Bruxelles per una nuova produzione del Don Quichotte (Dulcinée) di Massenet messo in scena da Laurent Pelly, diretto da Mark Minkowski, con José van Dam nel ruolo del protagonista. Ha concluso la stagione con le esibizioni di Isabella alla Wiener Staatsoper, seguite da concerti di Lucrezia Borgia (Orsini) di Donizetti alla Semperoper di Dresda, alla Köln Konzerthalle ed al  Klangvocal Musikfestival Dortmund con Edita Gruberova, che fu registrata (Nightingale).
La stagione 2010-11 è iniziata con il debutto di Tro Santafé al Grand Théâtre de Genève nel ruolo di Rosina in una nuova produzione di Damiano Michieletto del Barbiere di Siviglia diretto da Alberto Zedda. Si è poi esibita alla Royal Festival Hall di Londra per un concerto e una registrazione (Opera Rara) di Aureliano in Palmira di Rossini (Arsace) con la London Philharmonic Orchestra diretta da Maurizio Benini, con ulteriori esibizioni di Rosina alla Wiener Staatsoper.  Il 2011 iniziò con una nuova produzione di Così fan tutte (Dorabella) di Mozart, messa in scena da Philipp Himmelmann e diretta da Teodor Currentzis al Festspielhaus Baden-Baden e il Requiem di Mozart nella stessa sede con il Coro e l'Ensemble Balthsar-Neumann. A questa è seguita un'esibizione di gala di Isabella alla Staatsoper di Hannover prima di tornare alla Bayerische Staatsoper München per debuttare in Lucrezia Borgia (Orsini) di Donizetti nelle interpretazioni della produzione di Christof Loy al fianco di Gruberova e Charles Castronovo e il suo debutto alla Scala di Milano con Isabella ne L'italiana in Algeri di Rossini diretta da Antonello Allemandi. La Santafé ha concluso la stagione con altre esibizioni di Orsini al fianco di Gruveroba e Pavol Breslik diretti da Paolo Arrivabeni durante il Festival dell'Opera di Monaco.
Nella stagione 2011-2012 Tro Santafé ha debuttato nel ruolo di Arsace al Teatro di San Carlo di Napoli con una nuova produzione della Semiramide di Rossini messa in scena da Luca Ronconi e diretta da Gabriele Ferro. Ha poi cantato La Cenerentola a Pechino al Centro Nazionale per le Arti dello Spettacolo, seguita da una nuova produzione di Linda di Chamounix (Pippo) di Donizetti messa in scena da Emilio Sagi, diretta da Marco Armiliato cantando con Diana Damrau e Juan Diego Flórez a Barcellona. Questa è stata seguita da un'esecuzione in concerto de La donna del lago (Malcom) di Rossini a Mosca presso la Sala dei concerti di Čajkovskij. Tro Santafé è tornata alla Dutch National Opera per una nuova produzione dell'ultima opera di Händel Deidamia (Ulisse) prodotta da David Alden e diretta da Ivor Bolton, registrata per DVD e ha debuttato con la San Diego Opera in una produzione de Il barbiere di Siviglia.

### 2012–presente
Il decennio successivo iniziò con il ritorno di Tro Santafé al Grand Théâtre de Genève per un revival della produzione de Il barbiere di Siviglia del 2010, seguito da un concerto a Mosca della Petite Messe Solennelle di Rossini sotto la direzione di Alberto Zedda, e Il cappello a tre punte di Falla con la Filarmonica di Oslo diretta da Enrique Mazzola. La Santafé tornò anche alla Deutsche Oper di Berlino per Il Barbiere di Siviglia, seguito da una nuova produzione di Lucrezia Borgia (Orsini) di Donizetti al Théâtre Royal de la Monnaie di Bruxelles, messa in scena da Guy Joosten e diretta da Julian Reynolds. Ha cantato una performance di Gala de Il Barbiere di Siviglia al Nationaltheater Mannheim e ha debuttato nel Requiem di Verdi alla Laeiszhalle di Amburgo diretta da Simone Young. Ha concluso la stagione con una nuova produzione di Lucio Silla (Cecilio) di Mozart, messa in scena da Claus Guth al Gran teatre del Liceu di Barcellona. La stagione 2013-2014 è iniziata con il debutto di Tro Santafé al Teatro Massimo di Palermo nella produzione de Il barbiere di Siviglia diretto da Stefano Montanari, cui sono seguite altre Rosine alla Deutsche Oper di Berlino, L'italiana di Rossini all'Opéra Grand Avignone e anche al Palau de les Arts Reina Sofia di Valencia. È tornata a Mosca per La Straniera (Isoletta) di Bellini in un concerto alla Sala Tchaikovsky di Mosca sotto la direzione di Julian Reynolds, cantando con Patrizia Ciofi. Tro Santafé ha poi debuttato nel ruolo ne I Capuleti e i Montecchi (Romeo) di Bellini alla Bayerische Staatsoper diretta da Riccardo Frizza, seguito da più Rosine alla Semperoper di Dresda, concludendo la stagione con ulteriori interpretazioni di Lucrezia Borgia al Festival dell'Opera di Monaco.
La stagione 2014-2015 iniziò con il suo debutto nel ruolo di Elisabetta I in Maria Stuarda di Donizetti in una nuova produzione messa in scena da Moshe Leiser e Patrice Caurier diretta da Maurizio Benini, esibendosi con Javier Camarena e Joyce DiDonato al Gran Teatre del Liceu di Barcellona seguito dallo Stabat Mater di Rossini con la Royal Liverpool Philharmonic. La stagione 2015-2016 ha visto Tro Santafé apparire per la prima volta in Roberto Devereux di Donizetti (Sara Nottingham) in una nuova produzione al Teatro Real di Madrid diretta da Bruno Campanella, con Mariella Devia. seguita dal suo debutto per l'ABAO a Bilbao cantando ancora Sara in Roberto Devereux di Donizetti. Tro Santafé è tornata al Teatro di Stato Bavarese per Orsini in Lucrezia Borgia e al Gran Teatro del Liceu di Barcellona per Romeo in Capuleti e Montecchi.
Nella stagione 2016-2017, Tro Santafé è stata vista come Arsace in Semiramide di Rossini al Maggio Musicale Fiorentino, seguito da Maria Stuarda (Elisabetta) di Donizetti all'Opéra de Marseille e in una nuova produzione di Lucrezia Borgia messa in scena al Palau de les Arts di Emilio Sagi con Mariella Devia. Torna anche alla Bayerische Staatsoper per cantare Roberto Devereux (Sara Nottingham) con Edita Gruberova e debutta al Teatro Carlo Felice di Genova per cantare Elisabetta I in Maria Stuarda. Terminò la stagione con Werther (Charlotte) all'Opera House of the Palms.
La stagione 2017-2018 iniziò con il ritorno di Tro Santafé al Teatro Real di Madrid per cantare Cecilio nella produzione di Claus Guth del Lucio Silla di Mozart diretto da Ivor Bolton, seguito da Le Cinesi di Gluck al Palau de les Arts Reina Sofia di Valencia diretto da Fabio Biondi. Ha anche cantato Elisabetta in Maria Stuarda alla Deutsche Oper am Rhein, seguita dal suo ritorno a Bilbao per le esibizioni di Norma (Adalgisa). Ha concluso la stagione con un debutto nel ruolo di Marguerite ne La damnation de Faust di Berlioz in una nuova produzione messa in scena da Damiano Micheletto, diretta da Roberto Abbado al Palau de les arts Reina Sofia di Valencia. La stagione 2018-2019 iniziò con il suo debutto nel ruolo di Laura Adorno ne La Gioconda di Ponchielli in una nuova produzione di Oliver Py diretta da Paolo Carignani al Théâtre Royal de la Monnaie di Bruxelles, dove Tro Santafé ha anche tenuto un recital di canzoni d'arte spagnola con Julian Reynolds. È poi tornata all'Opera di Stato della Baviera per esibizioni nel ruolo di Sara in Roberto Devereux, seguito dal suo debutto nel ruolo di protagonista con la Washington Concert Opera di Zelmira di Rossini cantando con Lawrence Brownlee e diretta da Antony Walker.
I momenti salienti del 2019 – 2020 - 2021 includono il debutto di Tro Santafé nel ruolo di Principessa Eboli nel Don Carlo di Verdi al Teatro Real di Madrid sotto la direzione di Nicola Luisotti, seguito da Norma (Adalgisa) al Teatro San Carlo di Napoli diretta da Francisco Ivan Ciampa. Durante l'emergenza COVID-19, ha potuto recitare in Anna Bolena (Giovanna Seymore) con l'Abao a Bilbao, L'italiana all'Opéra Marseille e debuttare nel ruolo di La Principessa di Bouillon in Adriana Lecouvreur di Cilea all'Ópera Las Palmas.

## Ruoli operistici
Vincenzo Bellini
- Isoletta, La Straniera
- Romeo, I Capuleti e i Montecchi
- Adalgisa, Norma

Hector Berlioz
- Marguerite, La Damnation de Faust

Francesco Cilea
- Principessa di Bouillon, Adriana Lecouvreur

Gaetano Donizetti
- Giovanna Seymour, Anna Bolena
- Maffio Orsini, Lucrezia Borgia
- Elisabetta I, Maria Stuarda
- Sara, Roberto Devereux
- Leonora, La Favorita
- Pierotto, Linda di Chamonix

Georg Friedrich Händel
- Rinaldo Rinaldo
- Sesto e Tolomeo Giulio Cesare
- Medoro Orlando
- Ariodante e Polinesso Ariodante
- Ruggiero Alcina
- Amastre Serse
- Ulisse Deidamia

Jules Massenet
- Charlotte Werther
- Dulcinée Don Quichotte

Wolfgang Amadeus Mozart
- Giacinta La finta semplice
- Farnace Mitridate, re di Ponto
- Cecilio Lucio Silla
- Cherubino Le nozze di Figaro
- Zerlina Don Giovanni
- Dorabella Così fan tutte
- Contralto Requiem in re minore

Amilcare Ponchielli
- Laura Adorno La Gioconda

Gioachino Rossini
- Ernestina L'equivoco stravagante
- Lucilla La scala di seta
- Isabella L'italiana in Algeri
- Arsace Aureliano in Palmira
- Rosina Il barbiere di Siviglia
- Angelina La Cenerentola
- Pippo La gazza ladra
- Malcolm La donna del lago
- Arsace Semiramide
- Contessa Melibea Il viaggio a Reims
- Zelmira Zelmira
- Mezzosoprano Stabat Mater
- Alto Petite Messe Solennelle

Giuseppe Verdi
- Mezzosoprano Messa di Requiem
- Principessa Eboli Don Carlo
- Fenena Nabucco

## Incisioni

### Opere
- 1994 - Bretón - La verbena de la Paloma; con Antoni Ros-Marbà dirige Orchestra Sinfonica di Madrid, Auvidis - V 4725
- 2004 - Händel - Serse come Amastre; con William Christie alla direzione di Les Arts Florissants, Erato Records - 9029590062
- 2004 - Scarlatti - Griselda Op.114 come Ottone; con René Jacobs dirige l'Akademie für Alte Musik Berlino, Harmonia Mundi - HMM93180507
- 2012 - Rossini - Aureliano in Palmira come Arsace; con Maurizio Benini che dirige la London Philharmonic Orchestra, Opera Rara - ORC46
- 2012 - Donizetti – Lucrezia Borgia come Maffio Orsini; con Andriy Yurkevich alla direzione di WDR Rundfunkorchester Köln, Nightingale Classics -NC000100-2

### Album
- 2000 - Rossini: Soireé musicale, accompagnatore Julian Reynolds. Globo - GLO 6050
- 2001 - A Spanish Song Recital, accompagnata da Julian Reynolds, con brani composti da Fernando Obradors, Enrique Granados, Joaquín Turina, Joaquín Rodrigo, Jesús Guridi e Xavier Montsalvatge. Globo - GLO 5203
- 2008 - Spanish Heroines, con Orquesta Sinfónica de Navarra, diretta da Julian Reynolds, con brani composti da Rossini, Mozart, Donizetti, Verdi, Bizet e Massinet. Signum Classics - SIG 152
- 2009 - Rossini Mezzo - Scenes & Arias, con Orquesta Sinfonica de Navarra & Lluís Vich Vocalis, diretta da Julian Reynolds. Signum Classics - SIG 170
- 2010 - Massenet: Don Quichotte, con l'Orchestre et Choeurs de La Monnaie, diretta da Marc Minkowski. NAïVE - DR2147
- 2012 - Händel: Deidamia, con il Concerto di Colonia e De Nationale Opera, diretto da Ivor Bolton, diretto da David Alden. Opus Arte - OABD7110D
- 2016 - Donizetti: Roberto Devereux, con il Teatro Real de Madrid, diretto da Bruno Campanella. Bel Air Classiques - BAC 130
- 2018 - Mozart: Lucio Silla, con Orchestra e Coro del Teatro Real de Madrid, diretti da Ivor Bolton, regia di Claus Guth. Bel Air Classiques - BAC 450

## Annotazioni
1. ↑  che ha mostrato anche durante l'Innsbruck Festwochen der Alten Musik
2. ↑  Associazione degli amici dell'opera di Bilbao